# Hideki Matsui
Hideki Matsui (松井 秀喜?; Nomi, 12 giugno 1974) è un ex giocatore di baseball giapponese, che ha giocato prevalentemente da esterno sinistro e da battitore designato.
Matsui è soprannominato "Godzilla" sin dai tempi in cui giocava in Giappone; quando si presenta sul piatto di battuta allo Yankee Stadium gli altoparlanti dello stadio suonano la canzone Godzilla dei Blue Öyster Cult. Nel 2013 il Primo Ministro del Giappone ha conferito a Shigeo Nagashima e a lui il People's Honour Award.

## Giappone
Cominciò a giocare a baseball durante gli anni della scuola e si mise in luce al torneo nazionale di categoria nei primi anni 90.
La sua carriera da professionista iniziò con gli Yomiuri Giants che lo scelsero al primo turno del draft 1993.
Fu nominato per tre volte MVP della Japanese Central League (1996, 2000, 2002) e giunse per quattro volte alle finali del campionato, vincendo tre titoli (1994, 2000, 2002). Per nove volte consecutive partecipò all'All Star Game e per tre volte fu il miglior giocatore della lega per fuoricampo e punti battuti a casa (1998, 2000, 2002). Nelle dieci stagioni nella NPB ha giocato 1268 partite, collezionando 1390 valide, 901 punti segnati, 332 fuoricampo, 889 punti battuti a casa, con una media battuta di .304.

## Stati Uniti
Il 14 gennaio 2003 firmò un contratto triennale con i New York Yankees; la sua avventura negli Stati Uniti suscitò molto entusiasmo in Giappone e numerosi giornalisti nipponici furono inviati a seguire le sue prestazioni nella MLB.
Esordì con gli Yankees il 31 marzo 2003 e al suo primo turno di battuta nella Major League batté una valida che permise a Derek Jeter di segnare un punto, ottenendo così il suo primo RBI. Il suo esordio allo Yankee Stadium fu memorabile: durante la partita batté un grande slam, diventando il primo giocatore in tutta la storia degli Yankees a realizzare una simile impresa nella partita casalinga d'esordio. Chiuse la sua prima stagione americana con 16 home run e 106 RBI, giungendo secondo nella classifica del Rookie of the Year Award ad una manciata di voti dal vincitore Angel Berroa.

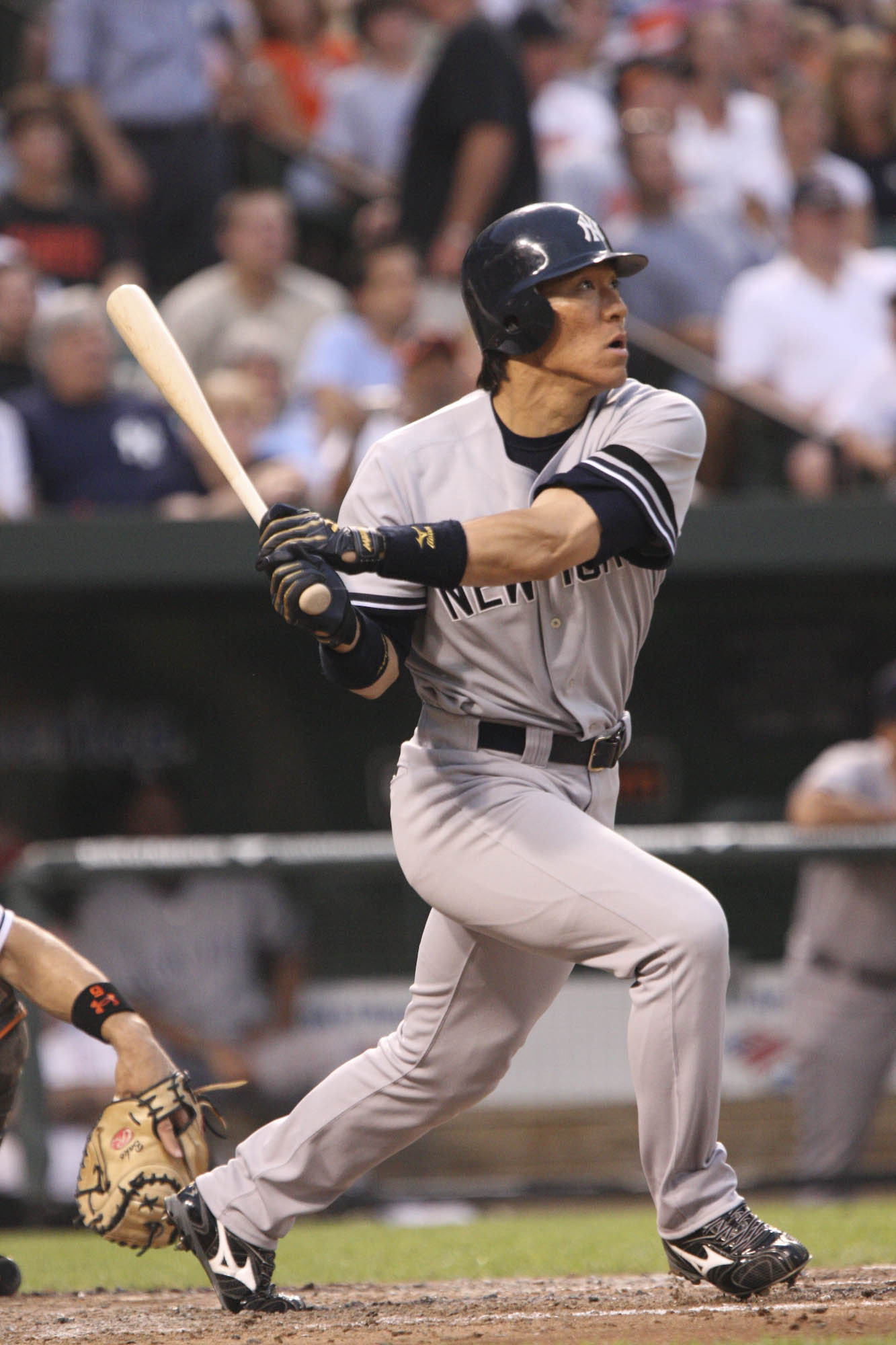
Matsui agli Yankees

Nella seconda stagione si confermò ad alti livelli concludendo l'annata con 31 home run, 108 RBI e una media battuta di .289.
Nel 2005 si migliorò ulteriormente, chiudendo con una media di .305 e 116 RBI (suo massimo in carriera).
La stagione 2006 lo vide alle prese con un infortunio al polso che lo costrinse a saltare numerose partite, tuttavia alla fine dell'annata firmò un nuovo contratto con gli Yankees della durata di quattro anni, per un valore complessivo di 52.000.000 di dollari, diventando il giocatore giapponese più pagato della Major League (primato che precedentemente apparteneva ad Ichirō Suzuki).
È stato MVP delle World Series 2009.
Il 15 dicembre 2009 ha firmato un contratto annuale dal valore di 6,5 milioni di dollari con i Los Angeles Angels of Anaheim. 

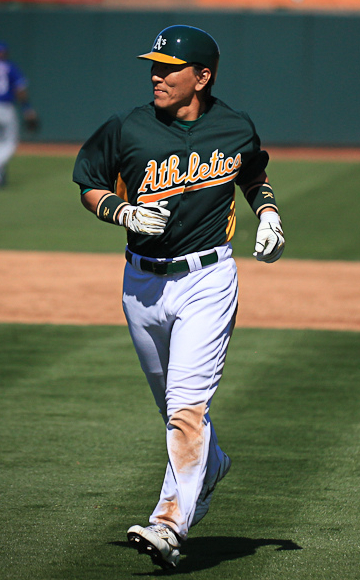
Matsui agli Oakland Athletics

Tornato free agent, Il 14 dicembre 2010 Matsui ha firmato un contratto annuale da 4,2 milioni di dollari con gli Oakland Athletics per la stagione 2011.

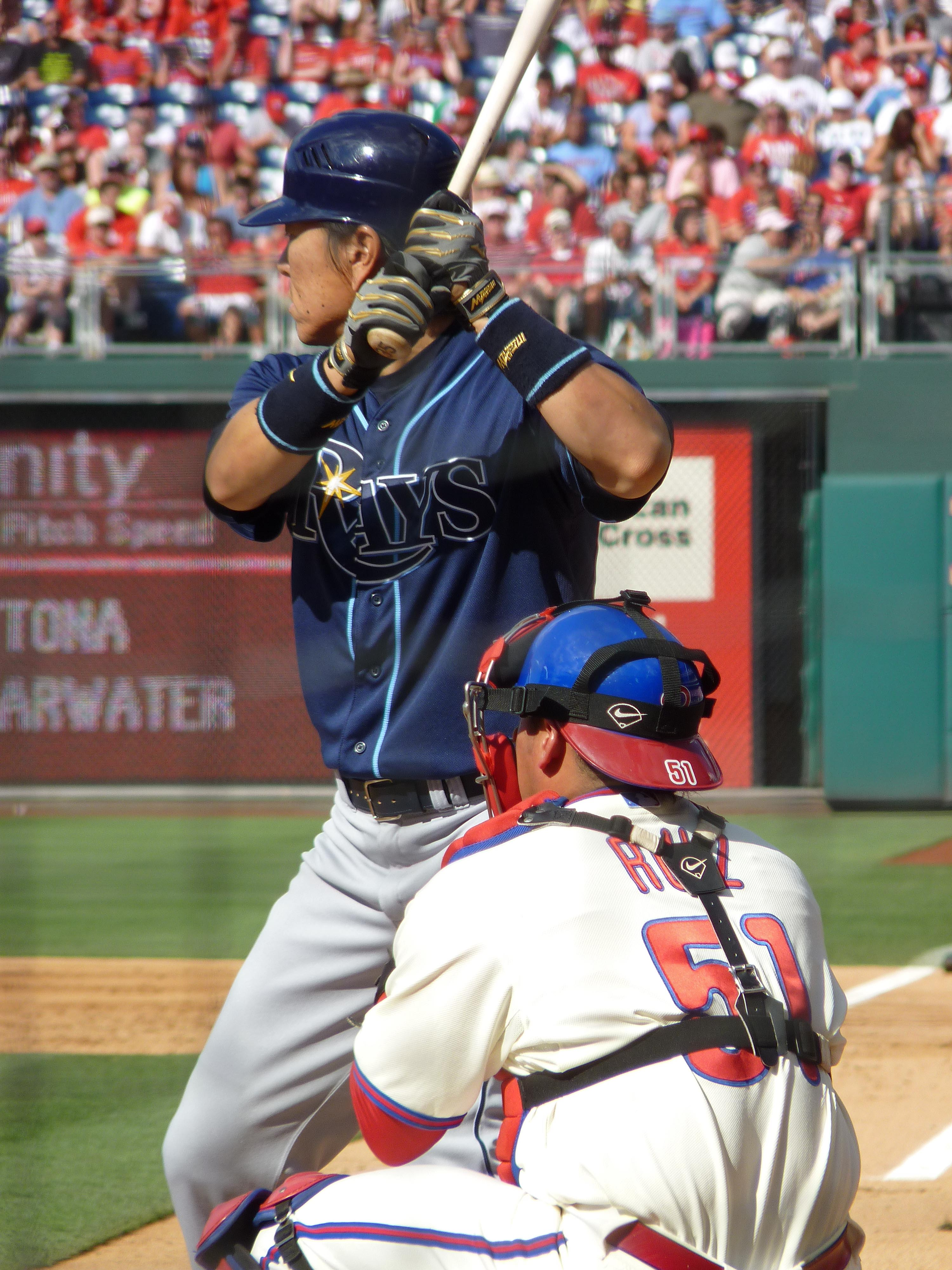
Matsui ai Tampa Bay Rays

## Statistiche
| Stagione     | Squadra              | G    | AP   | AB   | R   | H    | 2B  | 3B | HR  | TB   | RBI | SB | CS | SH | SF | BB  | IBB | HBP | SO  | DP  | AVG  | OBP  | SLG  | OPS   |
| ------------ | -------------------- | ---- | ---- | ---- | --- | ---- | --- | -- | --- | ---- | --- | -- | -- | -- | -- | --- | --- | --- | --- | --- | ---- | ---- | ---- | ----- |
| 1993         | Yomiuri Giants (NPB) | 57   | 203  | 184  | 27  | 41   | 9   | 0  | 11  | 83   | 27  | 1  | 0  | 0  | 0  | 17  | 0   | 2   | 50  | 1   | .223 | .296 | .451 | .747  |
| 1994         | Yomiuri Giants (NPB) | 130  | 569  | 503  | 70  | 148  | 23  | 4  | 20  | 239  | 66  | 6  | 3  | 1  | 4  | 57  | 1   | 4   | 101 | 12  | .294 | .368 | .475 | .843  |
| 1995         | Yomiuri Giants (NPB) | 131  | 569  | 501  | 76  | 142  | 31  | 1  | 22  | 241  | 80  | 9  | 7  | 2  | 2  | 62  | 1   | 2   | 93  | 12  | .283 | .363 | .481 | .845  |
| 1996         | Yomiuri Giants (NPB) | 130  | 569  | 487  | 97  | 153  | 34  | 1  | 38  | 303  | 99  | 7  | 2  | 0  | 7  | 71  | 1   | 4   | 98  | 5   | .314 | .401 | .622 | 1.023 |
| 1997         | Yomiuri Giants (NPB) | 135  | 596  | 484  | 93  | 144  | 18  | 0  | 37  | 273  | 103 | 9  | 3  | 0  | 6  | 100 | 10  | 6   | 84  | 5   | .298 | .419 | .564 | .984  |
| 1998         | Yomiuri Giants (NPB) | 135  | 603  | 487  | 103 | 142  | 24  | 3  | 34  | 274  | 100 | 3  | 5  | 0  | 4  | 104 | 2   | 8   | 101 | 7   | .292 | .421 | .563 | .984  |
| 1999         | Yomiuri Giants (NPB) | 135  | 573  | 471  | 100 | 143  | 24  | 2  | 42  | 297  | 95  | 0  | 4  | 0  | 6  | 93  | 3   | 2   | 99  | 3   | .304 | .416 | .631 | 1.047 |
| 2000         | Yomiuri Giants (NPB) | 135  | 590  | 474  | 116 | 150  | 32  | 1  | 42  | 310  | 108 | 5  | 2  | 0  | 7  | 106 | 5   | 2   | 108 | 1   | .316 | .438 | .654 | 1.092 |
| 2001         | Yomiuri Giants (NPB) | 140  | 611  | 481  | 107 | 160  | 23  | 3  | 36  | 297  | 104 | 3  | 3  | 0  | 7  | 120 | 6   | 3   | 96  | 9   | .333 | .463 | .617 | 1.081 |
| 2002         | Yomiuri Giants (NPB) | 140  | 623  | 500  | 112 | 167  | 27  | 1  | 50  | 346  | 107 | 3  | 4  | 0  | 3  | 114 | 17  | 6   | 104 | 4   | .334 | .461 | .692 | 1.153 |
| 2003         | NYY                  | 163  | 695  | 623  | 82  | 179  | 42  | 1  | 16  | 271  | 106 | 2  | 2  | 0  | 6  | 63  | 5   | 3   | 86  | 25  | .287 | .353 | .435 | .788  |
| 2004         | NYY                  | 162  | 680  | 584  | 109 | 174  | 34  | 2  | 31  | 305  | 108 | 3  | 0  | 0  | 5  | 88  | 2   | 3   | 103 | 11  | .298 | .390 | .522 | .912  |
| 2005         | NYY                  | 162  | 703  | 629  | 108 | 192  | 45  | 3  | 23  | 312  | 116 | 2  | 2  | 0  | 8  | 63  | 7   | 3   | 78  | 16  | .305 | .367 | .496 | .863  |
| 2006         | NYY                  | 51   | 201  | 172  | 32  | 52   | 9   | 0  | 8   | 85   | 29  | 1  | 0  | 0  | 2  | 27  | 2   | 0   | 23  | 6   | .302 | .393 | .494 | .887  |
| 2007         | NYY                  | 143  | 633  | 547  | 100 | 156  | 28  | 4  | 25  | 267  | 103 | 4  | 2  | 0  | 10 | 73  | 2   | 3   | 73  | 9   | .285 | .367 | .488 | .855  |
| 2008         | NYY                  | 93   | 378  | 337  | 43  | 99   | 17  | 0  | 9   | 143  | 45  | 0  | 0  | 0  | 0  | 38  | 6   | 3   | 47  | 10  | .294 | .370 | .424 | .795  |
| 2009         | NYY                  | 142  | 526  | 456  | 62  | 125  | 21  | 1  | 28  | 232  | 90  | 0  | 1  | 0  | 2  | 64  | 1   | 4   | 75  | 4   | .274 | .367 | .509 | .876  |
| 2010         | LAA                  | 145  | 554  | 482  | 55  | 132  | 24  | 1  | 21  | 221  | 84  | 0  | 1  | 0  | 4  | 67  | 6   | 1   | 98  | 10  | .274 | .361 | .459 | .820  |
| 2011         | OAK                  | 141  | 583  | 517  | 58  | 130  | 28  | 0  | 12  | 194  | 72  | 1  | 1  | 0  | 9  | 56  | 3   | 1   | 84  | 10  | .251 | .321 | .375 | .696  |
| 2012         | TB                   | 34   | 103  | 95   | 7   | 14   | 1   | 0  | 2   | 21   | 7   | 0  | 0  | 0  | 0  | 8   | 1   | 0   | 22  | 5   | .147 | .214 | .221 | .435  |
| NPB：10 anni | NPB：10 anni         | 1268 | 5506 | 4572 | 901 | 1390 | 245 | 16 | 332 | 2663 | 889 | 46 | 33 | 3  | 46 | 844 | 46  | 39  | 934 | 59  | .304 | .413 | .582 | .996  |
| MLB：10 anni | MLB：10 anni         | 1236 | 5056 | 4442 | 656 | 1253 | 249 | 12 | 175 | 2051 | 760 | 13 | 9  | 0  | 46 | 547 | 35  | 21  | 689 | 106 | .282 | .360 | .462 | .822  |